# Timothy Dupont
Timothy Dupont (Gand, 1º novembre 1987) è un ciclista su strada belga che corre per il team Tarteletto-Isorex. Professionista dal 2014, nel 2016 ha vinto la Nokere Koerse e il Kampioenschap van Vlaanderen.

## Palmarès

### Strada
- 2009 (Una vittoria)

Critérium de Douchy-les-Mines
- 2010 (Jong Vlaanderen-Bauknecht, una vittoria)

Grote Prijs van de Stad Geel
- 2011 (Jong Vlaanderen-Bauknecht, due vittorie)

Erelijst Grote Prijs - Affligem
Grote Prijs Marcel Seynaeve - Bredene
- 2012 (Jong Vlaanderen Cycling Team e Bofrost-Steria, sette vittorie)

Torhout
Grote Prijs Deschuytter - Oudenburg
1ª tappa Tour de Liège (Welkenraedt > Welkenraedt)
Grote Prijs Maurice Raes - Heusden
Campionati belgi, prova in linea Under-23
Blankenberge
Lichtervelde
- 2013 (Ventilair-Steria Cycling Team, tredici vittorie)

Meulebeke
Grote Prijs van Seniorie Huize Westerhuize - Bredene
2ª tappa Tweedaagse van de Gaverstreek
Classifica generale Tweedaagse van de Gaverstreek
Middelkerke
3ª tappa Tour de Bretagne (La Turballe > Le Rheu)
5ª tappa Tour de Bretagne (Saint-Thélo > Le Quillio)
Temse
Ereprijs Brandstoffen Deschuytter - Oudenburg
Grote Prijs Oscar Naert - Oostende
Grote Prijs Patrik Bruyneel - Oostkamp
Blankenberge
Hooglede
- 2015 (Roubaix-Lille Métropole, due vittorie)

2ª tappa Tour Alsace (Dannemarie > Huningue)
4ª tappa Tour Alsace (Colmar > Sélestat)
- 2016 (Veranda's Willems Cycling Team, quindici vittorie)

2ª tappa Driedaagse van West-Vlaanderen (Nieuwpoort > Ichtegem)
Nokere Koerse
1ª tappa Tour de Normandie (Mondeville > Forges-les-Eaux)
3ª tappa Tour de Normandie (Bourg-Achard > Argentan)
6ª tappa Tour de Normandie (Coutances > Caen)
Dwars door de Vlaamse Ardennen
Grand Prix Criquielion
Memorial Philippe Van Coningsloo
Grand Prix de la ville de Pérenchies
1ª tappa Tour Alsace (Velleminfroy > Dannemarie)
2ª tappa Tour Alsace (Altkirch > Huningue)
4ª tappa Tour Alsace (Colmar > Sélestat)
Antwerpse Havenpijl
De Kustpijl
Kampioenschap van Vlaanderen
- 2017 (Veranda's Willems-Crelan, una vittoria)

Grote Prijs Jef Scherens
- 2018 (Wanty-Groupe Gobert, una vittoria)

Schaal Sels
- 2019 (Wanty-Groupe Gobert, una vittoria)

1ª tappa Tour de Wallonie (Le Rœulx > Dottignies)
- 2021 (Bingoal WB, una vittoria)

2ª tappa Étoile de Bessèges (Saint-Geniès > La Calmette)
- 2022 (Bingoal Pauwels Sauces WB, una vittoria)

4ª tappa Ster Toer (Sint Willebrord > Mierlo)
- 2023 (Tarteletto-Isorex, quattro vittorie)

2ª tappa International Tour of Hellas (Mycenae > Kalamata)
1ª tappa Tour of Qinghai Lake (Xining > Xining)
8ª tappa Tour of Qinghai Lake (Gonghe > Chaka)
4ª tappa Tour of Istanbul (Sultanhamet > Caddebostan)
- 2024 (Tarteletto-Isorex, una vittorie)

1ª tappa Tour of Antalya (Side > Antalya)

### Altri successi
- 2009 (Jong Vlaanderen-Bauknecht)

Merelbeke
- 2010 (Jong Vlaanderen-Bauknecht)

Dudzele
- 2013 (Ventilair-Steria Cycling Team)

Campionati belgi, prova a squadre
Classifica a punti Tour du Loir-et-Cher
Classifica a punti Tour de Bretagne
Derny's te Bornem
- 2015 (Roubaix-Lille Métropole)

Classifica a punti Tour Alsace
- 2016 (Veranda's Willems)

Classifica a punti Driedaagse van West-Vlaanderen
Classifica a punti Tour de Normandie
Classifica a punti Tour Alsace
- 2018 (Wanty-Groupe Gobert)

Classifica a punti Quattro Giorni di Dunkerque
- 2023 (Tarteletto-Isorex)

Classifica a punti Tour of Istanbul

### Mountain bike
- 2016

Egmond - Pier - Egmond
- 2019

Egmond - Pier - Egmond
- 2020

Campionati belgi di beachrace
- 2021

Campionati belgi di beachrace

## Piazzamenti

### Grandi Giri
- Tour de France

2018: 131º

### Classiche monumento
- Giro delle Fiandre

2021: ritirato
2022: ritirato
- Parigi-Roubaix

2019: 52º
2021: 91º
2022: fuori tempo massimo